# Schréder Rezső
Schréder Rezső (Besztercebánya, 1826. április 16. – Selmecbánya, 1888. április 14.) bányamérnök, fémkohász, tanár, író.

## Életpályája
Az alapiskolát szülővárosában, a gimnáziumot Selmecen és Vácon végezte el. 1846–1850 között a Selmeci Akadémia hallgatója volt; bányászatot-kohászatot tanult. 1850–1853 között gyakornok volt a selmeci bányaigazgatóságon és az akadémián. 1853-tól a szomolnoki, majd a besztercebányai kohó ellenőre volt. 1857–1870 között a zsarnócai kincstári kohászatnál ellenőr és üzemvezető volt. 1870–1887 között a fémkohászat-fémkohótelepek tervezése tanszék tanára és vezetője volt. 1887-ben nyugdíjba vonult.
A besztercebányai kohónál 1854-ben a feketeréz amalgamációjával kapcsolatban eredményes kutatásokat végzett. Fémkohászaton kívül a fémkémlészet, pénzverés és fémkohótelepítés kérdéseivel foglalkozott. Kiterjedt szakirodalmi munkásságot fejtett ki. 

## Művei
- Fémkohászati műszavak (Kubatska Hugóval, Bányányati és Kohászati Lapok, 1877–1879)
- Fémkohászati enciklopédia